# Clavija fulgens
Clavija fulgens är en viveväxtart som beskrevs av Joseph Dalton Hooker. Clavija fulgens ingår i släktet Clavija och familjen viveväxter. Inga underarter finns listade i Catalogue of Life.